# Les Déracinés (film, 1977)
Pour les articles homonymes, voir Les Déracinés.
Pour plus de détails, voir Fiche technique et Distribution.
Les Déracinés (بني هندل en arabe, litt. Beni Hendel) est un film algérien réalisé par Lamine Merbah et sorti en 1977.

## Synopsis
Le film présente l’histoire de la dépossession des fellahs algériens des montagnes de l’Ouarsenis et l’exode d’une partie d’entre eux vers les villes.

## Origine du nom
Le titre original du film (Beni Hendel) est celui d'une tribu berbère algérienne, les Beni Hendel, qui a donné son nom à la commune du même nom dans la wilaya de Tissemsilet (Algérie). Après 1975, la commune Beni Handel a été renommée Bordj Bou Naama, d'après Djilali Bounaâma, militant nationaliste de la guerre d'indépendance algérienne, et originaire du lieu.

## Fiche technique
- Titre : Les Déracinés
- Réalisation : Lamine Merbah
- Scénario : Djilali Sari – M. Gribi – Lamine Merbah
- Directeur de la Photographie : Mammoud Lekehal
- Montage : Benallel Rachid
- Musique: Ahmed Malek
- Directeur de la production : Nacef Abdelhalim
- Pays de production : Algérie
- Langue : Arabe
- Format : couleur - 35 mm
- Genre : Drame -  Historique
- Durée : 80 minutes
- Date de sortie :
  - Algérie : 1er mars 1977

## Distribution
- Othmane Ariouat : l'auteur du coup de feu
- Hassan El-Hassani : le père du Vent des Aurès
- Keltoum : la mère du Vent des Aurès
- Sissani : le caïd
- Hadj Smaine
- Jean Mauvais : le colon alsacien